# Piotr Szembek (1788–1866)

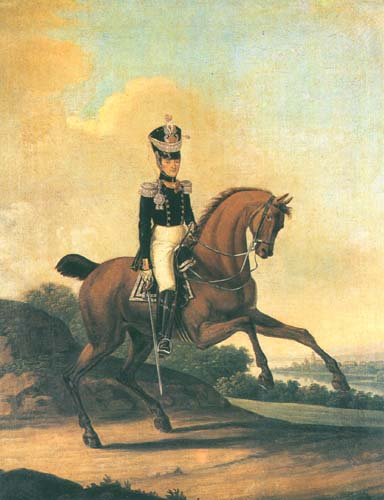
Piotr Szembek jako pułkownik przed powstaniem listopadowym

Piotr Szembek herbu Szembek (ur. 14 grudnia 1788 w Warszawie, zm. 21 marca 1866 w Siemianicach) – hrabia, generał dywizji Wojska Polskiego.

## Życiorys
Piotr Szembek urodził się 14 grudnia 1788 roku w Warszawie, w rodzinie Józefa Ignacego i Kunegundy z Walewskich. Kształcił się w Akademii Wojskowej w Berlinie. Od 1807 służył w wojskach Księstwa Warszawskiego i Królestwa Polskiego. Był kapitanem armii Księstwa Warszawskiego. Uczestniczył w inwazji na Rosję w 1812 roku. W 1813 roku w Gdańsku ożenił się z Fryderyką Becu de Tavernier. Ich synem był hrabia Aleksander Szembek (w latach 1824-1830 uczeń polskiego poety romantycznego, Józefa Bohdana Zaleskiego).  W okresie od 24 maja 1829 roku do 24 stycznia 1831 roku dowodził 3 Brygadą 1 Dywizji Piechoty w Sochaczewie.
Tytuł hrabiego dla Piotra został ustanowiony 17 stycznia 1816 roku w Prusach, a zatwierdzony w Królestwie Kongresowym w 1820. Do stopnia generała brygady awansował w roku 1829.
W powstaniu listopadowym (1830–1831) gubernator wojskowy Warszawy od 4 grudnia do 16 grudnia 1830, członek Rady Wojennej. Generał i dowódca 4 Dywizji Piechoty. Brał udział w bitwach pod Wawrem i Olszynką Grochowską. Mówiono o nim „Ufaj Szembekowi. Szembek nie zdradzi”. Jednym z jego adiutantów był Franciszek Kacper Fornalski. Na skutek konfliktu z naczelnym wodzem gen. Janem Skrzyneckim został zdymisjonowany. Kontynuował jednak karierę wojskową jako ochotnik w korpusie Jana Kantego Juliana Sierawskiego, a po dymisji Skrzyneckiego został przywrócony do służby w stopniu generała dywizji. Po zakończeniu powstania osiadł w swych dobrach Siemianice koło Kępna w Wielkopolsce.
W 1835 roku został skazany przez władze rosyjskie na konfiskatę dóbr za udział w powstaniu listopadowym.
Był członkiem loży wolnomularskiej Français et Polonais.
Od nazwiska generała wziął swoją nazwę plac Szembeka w Warszawie, przy którym wznosi się kościół parafialny Najczystszego Serca Maryi oraz centrum handlowe i Bazar Szembeka na Grochowie. Niedaleko placu Szembeka, przy ul. Boremlowskiej 6, znajduje się Szkoła Podstawowa nr 374 im. gen. Piotra Szembeka.
W okresie zaboru ziem polskich przez Rosjan pamiątki po Piotrze Szembeku przechowywano w pałacu w Czarnominie na Podolu.
W latach 1996–1999 imię generała Piotra Szembeka nosiła 4 Brygada Zmechanizowana w Gorzowie Wielkopolskim.

## Ordery i odznaczenia
- Order Virtuti Militari IV kl. (1809)[4]
- Order Virtuti Militari III kl. (1810)[11]
- Order Legii Honorowej V kl. (1813)[4][12]
- Order św. Włodzimierza IV kl. (1816)[11]
- Order św. Anny II kl. (1819)[11]
- Order św. Stanisława II kl. (1829)[4][11][13]

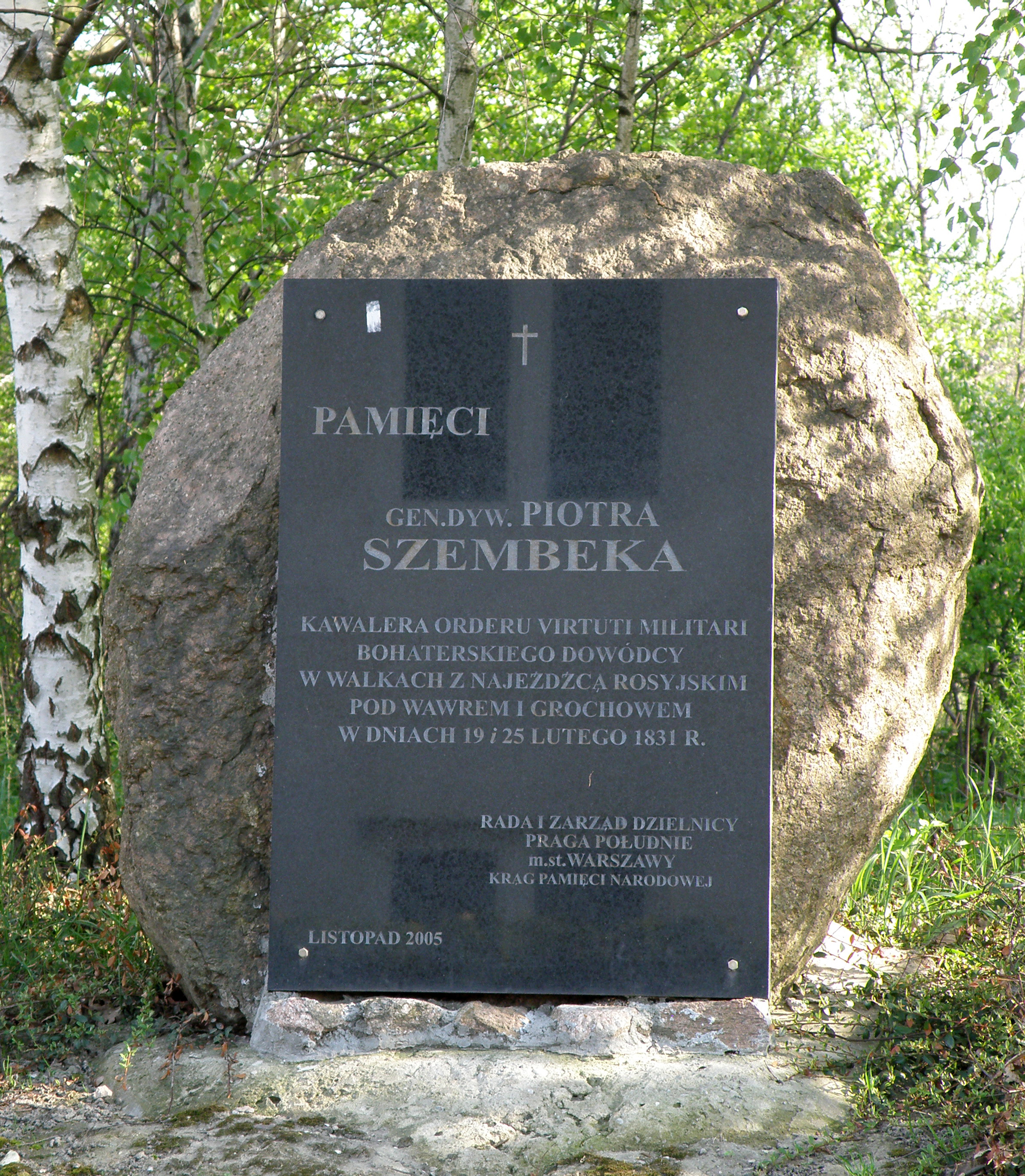
Tablica upamiętniająca Piotra Szembeka (Aleja Chwały Olszynki Grochowskiej, ul. Traczy, Warszawa)

- Tablica upamiętniająca Piotra Szembeka (Aleja Chwały Olszynki Grochowskiej, ul. Traczy, Warszawa)Znak Honorowy za 20 lat służby (1830)[14]
- Medal św. Heleny (1857)[11]
- Order Orła Czerwonego II kl. (1861)[11]